# Grönnästing
Grönnästing (Eutypa flavovirens) är en svampart som först beskrevs av Christiaan Hendrik Persoon, och fick sitt nu gällande namn av Tul. & C. Tul. 1863. Eutypa flavovirens ingår i släktet Eutypa och familjen Diatrypaceae.   Inga underarter finns listade i Catalogue of Life.
I den svenska databasen Dyntaxa används istället namnet Diatrype flavovirens för samma taxon.  Arten är reproducerande i Sverige.